# 라마나 마하르시

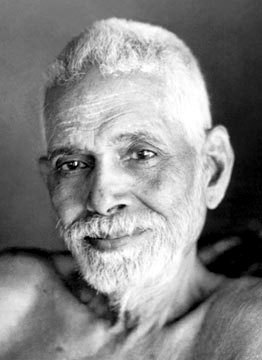
라마나 마하리쉬

'라마나 마하리쉬' (Ramana Maharshi, ரமண மகரிஷி), 1879년 12월 30일 ~ 1950년 4월 14일)는 인도의 [성자]이다.
'큰스승'(大師), '바가반', '아루나찰라의 현인'이라고 불리며 비이원론(Advaita, Non-Dualism)과 마야에 대하여 샹카라와 같은 견해를 가졌는데, 이는 자신의 체험을 바탕으로 한 것이다. 자신을 찾아온 사람들에게 침묵으로 영향을 주었으며 진리를 찾는 방법으로 '비차라(Vichara, Self-enquiry : 진아 탐구)를 권하였다.
인도 남부 마드라스 마두라이의 중류층 브라만 가문에서 태어나 신비주의와 종교에 관한 서적, 특히 인도 남부의 시바파 성자들의 전기와 중세의 신비주의 시인인 카비르의 전기를 읽었다. 그는 세계가 창조될 때 시바 신이 오늘날 순례자들의 성지가 되어 있는 아루나찰라 산의 불기둥 속에서 솟아나왔다는 전설을 듣고, 아루나찰라 산에 마음을 빼앗겼다. 17세 때 갑자기 죽음의 공포를 심하게 느끼고, 가만히 드러누운 채 몸이 딱딱하고 차가운 시체로 변해가고 있다고 상상했다. 그는 처음에는 "이것도 아니고, 저것도 아니다"(neti-neti)라는 전통적 수행법에 따라 자아탐구를 시작했다. 그는 "나는 누구냐?"고 스스로 묻고 "나는 육체가 아니다. 육체는 결국은 썩어없어지는 것이기 때문이다. 나는 정신도 아니다. 두뇌는 육체와 함께 썩어 갈 것이기 때문이다. 나는 인격도 아니고 감정도 아니다. 인격과 감정도 역시 죽음과 함께 사라질 것이기 때문이다", "그러면 이것도 저것도 아니라면 도대체 나는 누구인가"라고 깊은 의문을 가졌다. 그 깊은 자아에 관한 탐구는 그를 초월하는 의식상태로 이끌었는데, 희열을 느끼는 이 상태를 힌두 철학에서는 '사마디'(samādhi) 즉 삼매(三昧)라고 부른다. 그는 이후 고향 마을을 떠나 아루나찰라 산으로 가서 수행자가 되었으며, 그 후 인도에서 가장 젊은 구루의 한 사람이 되었다.
라마나 마하리쉬에게 크게 감명받은 영국인 폴 브런턴이 〈인도의 신비를 찾아서 My Search in Secret India라는 책을 발간하자, 동서양의 많은 사람들이 라마나 마하리쉬의 사상에 관심을 갖게 되었고, 수많은 사람들이 그를 방문하였다. 라마나 마하리쉬는 죽음과 악은 '비차라'로 쫓아 버릴 수 있는 환상일 뿐이며, '비차라'를 실천하면 참된 자아인 진아(Atman, True Self)를 찾을 수 있다고 하였다. 그리고 삶과 죽음이 되풀이되는 윤회에서 벗어나려면 '비차라'를 실천하거나 박티(헌신과 신애)를 실천하면 된다고 하였으며 이 두가지가 같은 결과로 이끄는 최상의 방법이라고 하였다.

## 같이 보기
- 브라흐만
- 니사르가닷따 마하라지
- 불이일원론

## 참고 문헌
- 이 문서에는 다음커뮤니케이션(현 카카오)에서 GFDL 또는 CC-SA 라이선스로 배포한 글로벌 세계대백과사전의 내용을 기초로 작성된 글이 포함되어 있습니다.